# Cristalli liquidi

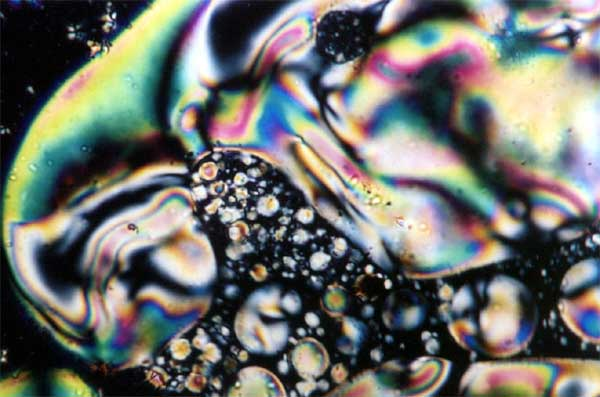
Ingrandimento sotto luce polarizzata di un cristallo liquido nematico

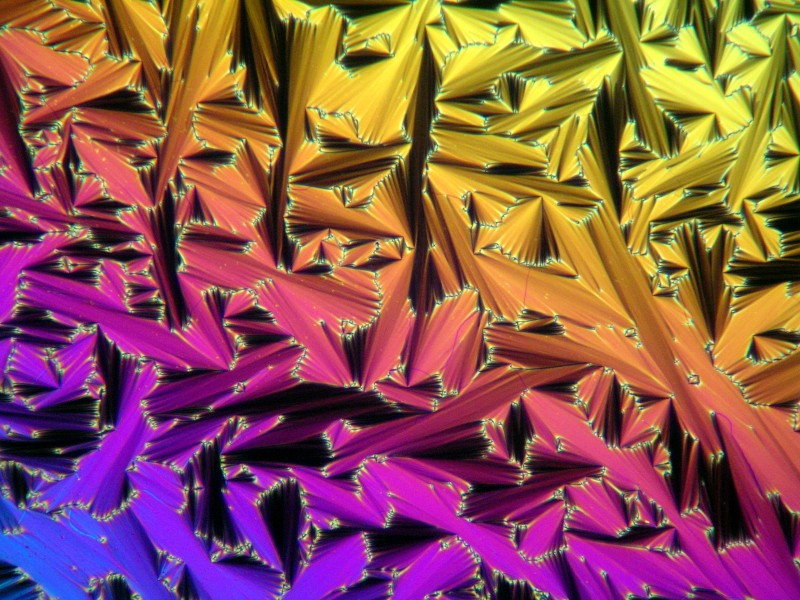
Ingrandimento sotto luce polarizzata di un cristallo liquido smectico C

I cristalli liquidi sono una classe di composti organici con particolari proprietà liquido-cristalline, scoperte nel 1888 dal botanico austriaco Friedrich Reinitzer.

Reinitzer si accorse che riscaldando del benzoato di colesterile questo dapprima diventava opaco, per poi schiarirsi al progressivo alzarsi della temperatura. Una volta raffreddato, il liquido diventava bluastro e poi cristallizzava.
In pratica tali sostanze non passano direttamente dallo stato liquido a quello solido, ma in particolari condizioni sono in grado di organizzarsi in fasi intermedie (mesofasi) che presentano caratteristiche sia dello stato solido cristallino che di quello liquido. Questo dualismo giustifica il termine con cui si indicano questi composti: cristalli liquidi.

## Proprietà
I cristalli liquidi possono essere definiti come fluidi altamente anisotropi che esistono fra la fase solida cristallina e quella liquida isotropa. L'esistenza di queste mesofasi è dovuta ad una certa organizzazione che le molecole possono assumere passando dall'ordinata disposizione cristallina dello stato solido alla disposizione casuale dello stato liquido. 
Numerosi cristalli liquidi possono essere osservati in base alla loro birifrangenza ottica al microscopio con filtri polarizzatori incrociati.
Alle proprietà tipiche dello stato solido (anisotropia ottica ed elettrica) e dello stato liquido (fluidità e mobilità molecolare) si aggiungono caratteristiche peculiari dei cristalli liquidi: ad esempio la possibilità di variarne il grado di ordine per mezzo di campi magnetici ed elettrici, o la facoltà che essi hanno di cambiare colore al variare della temperatura. Questo ha fatto dei cristalli liquidi una classe di composti che sono oggi largamente usati per la costruzione di oggetti di uso quotidiano come i display LCD.

## Classificazione
I composti che formano mesofasi (mesogeni) quando disciolti in un opportuno solvente in un certo intervallo di concentrazione, vengono detti cristalli liquidi liotropici. Quelli in grado di generare mesofasi al variare della temperatura vengono chiamati termotropici e generalmente sono dotati di una struttura molecolare a forma di disco (cristalli liquidi discotici), oppure a forma di bastone (calamitici).

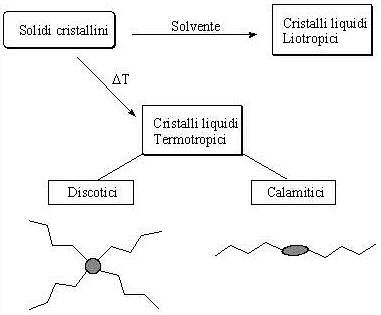

Uno stesso composto, nel percorso fra lo stato cristallino e quello liquido isotropo, può passare attraverso varie mesofasi contraddistinte da un grado di ordine decrescente. Alla classe dei cristalli liquidi liotropici appartengono numerose sostanze, alcune delle quali di grande interesse biologico, che si aggregano in mesofasi quando vengono disciolte in un opportuno solvente. È possibile osservare differenti mesofasi liotropiche al variare della concentrazione, ed esiste un valore critico al di sotto del quale la soluzione è isotropa.

## Mesofasi termotropiche
Le mesofasi calamitiche possono mostrare i seguenti tipi di organizzazione supramolecolare:

### Mesofase nematica
L'aspetto di un campione liquido-cristallino nematico al microscopio ottico con filtri polarizzatori incrociati ricorda un insieme di fili.

I cristalli liquidi in fase N sono fluidi come i liquidi isotropi, ed i centri di massa delle molecole sono ripartiti senza ordine nello spazio, ma è presente una direzione preferenziale di orientamento delle molecole stesse.

### Mesofase colesterica
Una mesofase colesterica formata da una molecola chirale assume un orientamento ad elica chiamata colesterica (Ch) dato che fu osservata per prima nei derivati del colesterolo. Il passo dell'elica varia al variare della temperatura, e le mesofasi colesteriche sono in grado di diffrangere la luce che ha una lunghezza d'onda pari alla lunghezza del passo. Al variare della temperatura si nota quindi una variazione di colore del cristallo liquido.

### Mesofasi smectiche stratificate

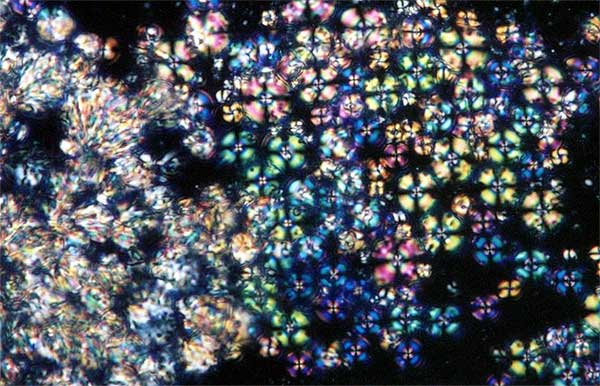
Immagine di una transizione di fase S_{A} - N

Come nel caso della fase nematica, nelle mesofasi smectiche gli assi lunghi sono orientati preferenzialmente nella stessa direzione. A questo ordine orientazionale si aggiunge un ordine posizionale mono o bi-dimensionale dovuto al fatto che in queste fasi le molecole si organizzano in strati.
A seconda delle varie configurazioni possibili esistono numerose fasi smectiche, ciascuna identificata da una lettera (ad esempio SA significa mesofase smectica di tipo A).
Sono stati caratterizzati molti composti che mostrano più mesofasi. La sequenza in riscaldamento (determinata dal grado di ordine che progressivamente diminuisce) da un cristallo (K) ad un liquido isotropo (I) è la seguente:
K → SE o SG → SB → SF → SC → SD → SA → N → I
Analogamente a quanto descritto per le mesofasi calamitiche, in cui sono presenti mesofasi nematiche e smectiche, anche le discotiche possono essere classificate in nematiche (o discotiche fluide) e colonnari, analoghe alle fasi smectiche.

## Mesofasi liotropiche
Una mesofase liotropica è generata da mesogeni che disciolti in un appropriato solvente, ed in determinati intervalli di concentrazione, si aggregano in strutture liquido-cristalline.
Spesso i mesogeni liotropici sono molecole anfifiliche (ovvero contengono sia gruppi funzionali idrofobici che idrofili). Al variare della concentrazione del solvente (acqua in questo caso) le proprietà idrofile o idrofobiche possono variare, modificando il modo in cui le molecole si aggregano fra di loro e in rapporto alle molecole del solvente.
Il grado di ordine di aggregazione di queste molecole aumenta all'aumentare della concentrazione, ed esistono numerose possibilità di aggregazione micellare, fra cui per esempio:
- Sferica
- Colonnare
- Cubica
- Lamellare

Numerosi tensioattivi mostrano questo tipo di comportamento e si organizzano in micelle quando disciolti in acqua. Il funzionamento di molti saponi si basa su questa capacità di organizzarsi in micelle sferoidali che inglobano il grasso rimuovendolo dalla superficie trattata.

Anche in biologia si incontrano mesogeni liotropici: per esempio numerose sostanze coinvolte nel meccanismo delle membrane biologiche, le proteine che costituiscono la tela del ragno, alcuni virus, i fosfolipidi e lo stesso DNA.

## Applicazioni
I cristalli liquidi trovano largo uso negli schermi a cristalli liquidi, che sfruttano le proprietà ottiche di determinate molecole liquido-cristalline. Queste molecole in presenza di un campo elettrico si allineano con esso, alterando la polarizzazione della luce in un determinato senso. Sfruttando questa capacità è possibile filtrare la luce che passa entro appositi pannelli polarizzati.
Un'altra applicazione, che sfrutta le proprietà dei cristalli liquidi colesterici, la si trova in alcuni termometri per la misura della temperatura corporea o dei circuiti elettrici.